# Rule of Law
Rule of Law bezeichnet ein Konzept, das das Regieren auf der Basis von Gesetzen als wesentlich hervorhebt und dem Recht absoluten Vorrang vor anderen Maßstäben oder Begründungen für hoheitliches Handeln einräumt. Es entwickelte sich vor allem vor dem Hintergrund der Geschichte des angelsächsischen Rechtssystems, dem das Common Law zu Grunde liegt. Heute stellt das Konzept des Rule of Law einen Eckpfeiler westlicher demokratischer Systeme dar, und der Begriff findet sich in westlichen Verfassungen wieder. Vertreter der Idee der Rule of Law sind u. a. Aristoteles, Albert Venn Dicey und Joseph Raz.

## Geschichte
Die Forderung nach der Herrschaft des Rechtes wurde erstmals von James Harrington 1656 in seinem Werk The Commonwealth of Oceana als „Rule of Law“ bezeichnet. Die Wurzeln des Konzeptes lassen sich jedoch noch viel weiter zurückverfolgen. Schon Aristoteles schrieb: „Die Herrschaft des Rechtes ist besser als die jedes Individuums“ und bezog sich explizit auf den Schutz des Rechts vor der Willkürherrschaft einzelner Tyrannen. Die Idee findet sich ebenfalls bei römischen Rechtsgelehrten, bei den Naturrechtsdenkern des Mittelalters und bei vielen Rechtsgelehrten der letzten 500 Jahre.
Grundlegend für die Entwicklung der Rule of Law im heutigen Sinne war aber vor allem die Magna Charta von 1215, die die Willkür des Monarchen erstmals in verbriefter Form einschränkte. In ihr heißt es im Artikel 39:
„Kein freier Mann soll verhaftet, gefangen genommen, enteignet oder entrechtet oder in irgend einer anderen Weise in seinen Rechten verletzt werden; noch werden wir ihn verurteilen oder im Gefängnis bestrafen, außer durch ein gesetzmäßiges Urteil, das von seinem Gleichgestellten unter Beachtung der Rechte des Landes gefällt wurde.“
Weitere wichtige Schritte in der Entwicklung der Rule of Law waren die Petition of Right (1628) und die Habeas-Corpus-Akte (1679). Erstere schrieb privates Eigentum und die persönliche Freiheit als naturgegeben und das Recht leitende Grundsätze fest. Jeder, inklusive König und Judikative, hatte sich danach zu richten. Die Habeas-corpus-Akte ergänzte dies um die Verfahrensgarantie, also um das Recht, im Falle einer Festnahme unmittelbar seine Freiheit vor einem Richter verteidigen zu dürfen. Letztlich mündeten die immer weitergehenden Bestrebungen des englischen Parlamentes in einen Bürgerkrieg (1642–1649), den es 1689 nach der Glorious Revolution mit den Bill of Rights für sich entscheiden konnte. England war einer Rule of Law mit der Einführung einer konstitutionellen Monarchie um einiges nähergekommen, was nicht zuletzt durch den Act of Settlement von 1701 deutlich wird, der die Unabhängigkeit der Gerichte festschrieb. Im 18. Jahrhundert setzte sich als weiterer Meilenstein die gegenseitige Kontrolle der Gewalten durch.
Von nicht zu unterschätzendem Einfluss für das Konzept der Rule of Law ist das 1885 erschienene Werk Introduction to the study of the law of the constitution von Albert Venn Dicey. Noch heute besitzen Diceys Überlegungen einer Rule of Law Gültigkeit.
Bis zum heutigen Tag hat sich die Rule of Law in verschiedenen Rechtssystemen weiterentwickelt, und somit gibt es auch Nuancen in dem, was mit dem Begriff im Einzelnen gemeint ist. Nicht zuletzt deswegen muss immer geprüft werden, was genau unter Rule of Law zu verstehen ist. Dies kann sein:
- Staatliche Organe unterstellen sich unterschiedlichen Rechtsideen bzw. Ideologien. Diese werden verstanden als vorpositives Recht, also Recht, das unabhängig von einer spezifischen Gesetzgebung besteht. Hierbei handelt es sich um ein Verständnis im Sinne des état de droit.
- Die staatlichen Organe sind den positiven Gesetzen des Gesetzgebers unterworfen (Verständnis als Rechtsstaat).
- Ein von der Vernunft abgeleitetes, universelles, globales, vorpositives Recht, das von allen – inklusive des Gesetzgebers – einzuhalten ist.

Rule of Law im hier behandelten Sinne meint das zuletzt Genannte.

## Kriterien
Eine allgemeingültige und genaue Definition für das Konzept der Rule of Law existiert nicht. Es ist allerdings möglich, einige Kriterien festzuhalten, die in der Literatur als universell gelten. Zuerst lohnt es sich allerdings, einige populäre Ausarbeitungen des Begriffes anzusehen. Die drei ausgewählten Theoretiker sollen dabei eine Vorstellung von der Bandbreite vermitteln, die der Begriff „Rule of Law“ annehmen kann.

### Dicey
Albert Venn Dicey beschäftigte sich als erster grundlegend mit der Rule of Law auf der theoretischen Ebene. In „Introduction to the study of the law of the constitution“ unterscheidet er zwischen drei unterschiedlichen, aber verwandten Bereichen der Rule of Law.
1. Niemand kann bestraft werden, ohne dass ein Rechtsbruch von einem ordentlichen Gericht festgestellt worden ist. Dies impliziert, dass alles staatliche Handeln dem Gesetz unterworfen ist, und den Ausschluss willkürlicher Gewalt.
2. Jedermann ist – unabhängig vom sozialen Status – der gleichen Gerichtsbarkeit und dem gleichen Recht unterworfen.
3. Es braucht kein gesetztes Recht, denn es entsteht aus der Rechtsprechung zu den persönlichen Rechten des Einzelnen.[1]

### Raz
Joseph Raz geht von der Prämisse aus, dass Gesetze existieren, damit nicht jedes Mal wieder ad hoc entschieden werden muss und somit Klarheit herrscht („law as authority“). Raz stimmt überwiegend mit Dicey überein, ergänzt ihn aber um einige Aspekte. Er sieht als Voraussetzung für eine Rule of Law folgende Punkte an:
- Gesetze müssen allgemein gültig sein und für alle gelten.
- Gesetze müssen prospektiv sein (also in die Zukunft gerichtet, Rückwirkungsverbot)
- Gesetze müssen öffentlich bekannt gemacht, klar (um eine zu starke Interpretation zu vermeiden) und relativ stabil sein (sollen also nicht zu oft geändert werden).
- Gesetze müssen konsistent sein und ausführbar.
- Offizielles Handeln muss damit übereinstimmen.
- Bekanntmachung, Ausführung und Möglichkeit die Gesetze anzufechten (to contest) müssen klaren und relativ stabilen Regeln folgen.
- Es muss ein möglichst einfacher Zugang zum Rechtssystem bestehen.
- Die Unabhängigkeit der Justiz muss garantiert sein.
- Die Prinzipien der „natural justice“ müssen gelten (also: faires Verfahren, Unparteilichkeit der Richter, kontradiktorisches Verfahren).

### Fuller
Lon Fuller beschreibt in seinem Werk „The Morality of Law“ acht Prinzipien einer Rule of Law. Diese sind ähnlich denen von Raz gelagert, setzen aber einen anderen Akzent:
1. Gesetze müssen existieren und von allen beachtet werden, auch von Staatsbediensteten.
2. Gesetze müssen veröffentlicht werden.
3. Gesetze müssen prospektiv sein.
4. Gesetze sollten möglichst klar formuliert sein, um unfairen Vollzug zu vermeiden.
5. Gesetze müssen Widersprüche vermeiden.
6. Gesetze dürfen nicht das Unmögliche verlangen.
7. Gesetze müssen über längere Zeit konstant bleiben, um eine Formalisierung zu erlauben.
8. Offizielle Handlungen sollten konsistent mit den erklärten Regeln sein.

Fullers Ansatz ist geprägt von dem Versuch, einen Weg zwischen gesetzloser Anarchie, einer legalistischen Willkürherrschaft und persönlicher Tyrannei zu finden. Als ihn auszeichnende Konsequenz betont er stark den Aspekt der Formalisierung von Gesetzen.

### Universelle Kriterien
Zwar variieren die einzelnen Ausgestaltungen der Kriterien von Rule of Law mehr oder weniger stark von Theoretiker zu Theoretiker, aber Gemeinsamkeiten sind zweifelsohne wahrnehmbar. Diese immer wieder auftauchenden Momente einer Rule of Law sind:
- Absoluter Vorrang des Rechtes. Recht wird hier verstanden als vorpositives Gesetz mit dem Pendant der Gerechtigkeit. Damit geht es über unser Alltagsverständnis von Gesetz hinaus und besteht unabhängig von der Gesetzgebung. Dieses Recht gilt universell und steht über der individuellen Willkür.
- Das staatliche Willkürverbot ergänzt sich mit dem ersten Punkt. Niemand kann bestraft werden, ohne dass ein Rechtsbruch von einem ordentlichen Gericht festgestellt worden ist. Dies impliziert, dass alles staatliche Handeln dem Gesetz unterworfen ist, und den Ausschluss willkürlicher Gewalt.
- Als drittes Kriterium sind die Merkmale von Klarheit, Stabilität, Konsistenz und öffentliche Bekanntmachung des Rechtes zu nennen.
- Unabhängigkeit der Gerichte.
- Garantie der Grundrechte.
- Garantie von gewissen Verfahren, also die Möglichkeit, die eigenen Rechte in einem Verfahren einklagen zu können.
- Prospektiver Charakter von Gesetzen.

## Abgrenzung zum deutschen Rechtsstaat
Rechtsstaat und Rule of Law scheinen auf den ersten Blick (und auch im breiten Alltagsverständnis) dasselbe zu meinen. In der Tat liegt beiden Konzepten das Anliegen zu Grunde, dass Menschen von Recht und nicht durch Menschen (und somit willkürlich) beherrscht werden. Bei einer näheren Betrachtung unterscheiden sich die beiden Konzepte allerdings in vielen Punkten mehr oder weniger stark. Hauptgrund für die Unterschiede ist die historische Entwicklung (in Deutschland bzw. dem Vereinigten Königreich), die beide Begriffe geformt hat.

### Kriterien Rechtsstaat
Man betrachtet gewöhnlich folgende Punkte als essentiell für einen Rechtsstaat:
- Gewährleistung der Grundrechte (Garantien für die persönliche Freiheit, Gleichbehandlungsgrundsatz sowie Festlegung von Grenzen staatlichen Handelns)
- Gewaltenteilung
- Staatliche Organe müssen sich nach den Gesetzen richten und die Legislative sich an die Verfassung halten
- Klarheit und Konsistenz von Gesetzen
- Rechtssicherheit und Rückwirkungsverbot
- Verhältnismäßigkeit (in Bezug auf die Einschränkung von Rechten zum Wohle der Allgemeinheit)
- Rechtsschutz (Verfassungsgerichtsbarkeit und Sicherheit über den Rechtsweg).

### Unterschiede zur Rule of Law
Die Unterschiede zur Rule of Law lassen sich vor allem bei folgenden Punkten aufzeigen:
Rechtsquellen
Rule of Law ist eng verknüpft mit dem Common Law, das die Rechtsprechung der Richter neben positivem Recht an vorher ergangenen Präzedenzfällen orientiert. Dadurch, dass Recht durch Richter entwickelt wird, handelt es sich beim Common Law um ein hochgradig flexibles System. Der Rechtsstaat dagegen geht von der Überzeugung aus, dass Richter Gesetze anwenden. Somit ist der Hauptbezugspunkt das positive Gesetz.
Geschichte
Im Vereinigten Königreich hatte sich bereits frühzeitig eine konstitutionelle Monarchie gebildet. Deswegen stand Demokratie viel mehr im Zentrum der Überlegungen, als dies in Deutschland der Fall war, wo Fragen der Anwendung des monarchischen Rechtes im Vordergrund standen.
Zielgruppe
Der Rechtsstaat richtet sich an alle drei Gewalten (Exekutive, Legislative, Judikative). Zwar richten sich im Vereinigten Königreich ebenfalls alle Gewalten an der Rule of Law aus, aber zumindest die Legislative ist von der Theorie her betrachtet nicht an diese gebunden.
Grundrechte
Die Grundrechte werden in Deutschland explizit durch das Grundgesetz geschützt. Im Vereinigten Königreich erfolgt der Schutz – wie auch der anderer Rechte – über das Common Law.
Verfassungsgerichtsbarkeit
In Deutschland existiert das Bundesverfassungsgericht mit dem Ziel, die Legislative zu kontrollieren, also festzustellen, ob Gesetze verfassungskonform sind. Im Vereinigten Königreich ist die Legislative dagegen vollkommen souverän, richtet sich allerdings in der Praxis nach der Rule of Law, da sonst ein Abstrafen seitens der Wähler an der Wahlurne drohen würde.
Gewaltenteilung
Im Gegensatz zur Rule of Law ist dem Rechtsstaat die Gewaltenteilung inhärent.

## Rule of Law und Republikanismus
Republikaner sehen an Gesetze gebundene Herrschaft als Gegenstück zur Beherrschung (im Sinne des englischen Begriffs „domination“) durch willkürliche Herrschaft. Da selbst ein guter Monarch beherrschen (wieder im Sinne von „to dominate“) würde, müssen die Menschen als Bürger handeln und sich selbst regieren. Die Sicherung der Freiheit vor Willkür ist nur möglich durch Selbstregierung und damit korrespondierend dem Machen der Gesetze. Für Republikaner ist eine Rule of Law dementsprechend auf demokratische Selbstregierung seitens der Bürger angewiesen. Dies bedeutet, dass alle Bürger gleichberechtigt an der Schaffung neuer kollektiver Regeln mitwirken und jeder den neuen Gesetzen unterliegt. Der Prozess zeichnet sich aus durch das Anhören der „anderen Seite“ und das Entscheiden auf Basis von Argumenten unter dem Bezugspunkt des Allgemeinwohls.
Um eine Rule of Law im republikanischen Sinne zu gewährleisten, ist eine gemischte Regierungsform nötig, also das Vorhandensein von Gewaltenteilung und der Ausbalancierung von Macht (v. a. um Interessen auszugleichen). Weitere Merkmale sind eine Legislative auf repräsentativer Basis, eine unabhängige Justiz, leicht zugängliche Gerichte.
Republikaner wollen einen formalistischen Ansatz vermeiden (der etwa so bei Hayek gesehen wird). Der formalistische Ansatz besagt, dass Gesetze Gleichheit und Freiheit sichern, indem sie generell gültig und abstrakt sind. Im Gegensatz dazu sind im republikanischen Ansatz spezialisierte, verschiedenartige Regeln möglich, wenn niemand dadurch diskriminiert oder übervorteilt wird, sie für alle Betroffenen gleich gelten und rechtfertigbar sind. Darin sehen die Republikaner den Vorteil, dass den heutigen pluralistischen Gesellschaften besser entsprochen wird. Dem werden formalistische Ansätze aus republikanischer Sicht nicht gerecht, da Interesse und Umstände zu divers sind, um von universellen Regeln auszugehen.
Die Möglichkeit zur breiten Partizipation und Anfechtung (contestation) aller Gesetze und auch der Verfassung seitens der Bürger ist für Republikaner überaus wichtig, da nur mit diesen Möglichkeiten von echter demokratischer Selbstregierung gesprochen werden kann.
Eine Rule of Law kann allerdings nur bestehen, wenn das politische System auf die Erfahrungen der Bürger mit den Gesetzen eingeht und sich von diesen leiten lässt. Deswegen ist laut Bellamy eine Rule of Law auch immer eine „gleichberechtigte Herrschaft aller Personen“.

## Einzelnachweis
1. ↑  
R. K. Mosley: Westminster Workshop. 1985, S. 12–13.